# Vĩnh Phúc, Vĩnh Lộc
Vĩnh Phúc là một xã thuộc huyện Vĩnh Lộc, tỉnh Thanh Hóa, Việt Nam.

## Lịch sử
Địa bàn xã Vĩnh Phúc trước năm 1953 bao gồm các xã Vĩnh Hưng, Vĩnh Long, Vĩnh Phúc và một phần thị trấn Vĩnh Lộc ngày nay.
Tháng 11 năm 1953, xã Vĩnh Phúc được chia thành 3 xã Vĩnh Phúc, Vĩnh Long và Vĩnh Hưng (thuộc huyện Vĩnh Lộc).
Năm 1977, huyện Vĩnh Thạch được thành lập trên cơ sở hợp nhất 2 huyện Vĩnh Lộc và Thạch Thành, xã Vĩnh Phúc thuộc huyện Vĩnh Thạch. Tuy nhiên đến năm 1982, chia huyện Vĩnh Thạch thành các huyện như cũ, xã Vĩnh Phúc trở lại thuộc huyện Vĩnh Lộc.
Ngày 15 tháng 9 năm 1992, một phần diện tích tự nhiên và dân số của xã Vĩnh Phúc cùng các xã Vĩnh Thành, Vĩnh Tiến được tách ra để thành lập thị trấn Vĩnh Lộc (thị trấn huyện lỵ huyện Vĩnh Lộc).

## Địa lý
Xã Vĩnh Phúc nằm về hai bên bờ sông Bưởi, ở phía tây huyện Vĩnh Lộc, có vị trí địa lý:
- Phía đông giáp xã Vĩnh Hưng
- Phía tây giáp thị trấn Vĩnh Lộc
- Phía nam giáp xã Vĩnh Hòa
- Phía bắc giáp xã Vĩnh Long.

Xã Vĩnh Phúc có diện tích tự nhiên 9,74 km², dân số năm 2019 là 5.014 người, mật độ dân số đạt 515 người/km².

## Hành chính
Xã Vĩnh Phúc được chia thành 6 thôn: Bái Xuân, Cổ Điệp, Đồng Minh, Phúc Khang, Tân Phúc, Văn Hanh.